# Rolnica tasiemka
Rolnica tasiemka (Noctua pronuba) – gatunek motyla z rodziny sówkowatych.
Motyl o rozpiętości skrzydeł od 5 do 6 cm. Tylna ich para jest ciemnożółta z czarną przepaską wzdłuż brzegu zewnętrznego, natomiast barwa przedniej pary jest zmienna: u samców brązowa do brązowoczarnej, u samic zaś czerwono-, żółto- lub szarobrązowa. Gąsienice od jasnozielonych po szarobrązowe, zawsze z dwoma rzędami czarnych plamek wzdłuż grzbietu.
Gąsienice są polifagami. Żerują na roślinach z takich rodzajów jak: czosnek, burak, kapusta, nagietek, złocień, dalia, marchew, goździk, poziomka, frezja, mieczyk, jastrzębiec, sałata, pomidor, babka, rabarbar, pierwiosnek, psianka, szpinak, mniszek, fiołek i winorośl oraz różnych wiechlinowatych.
Gatunek holarktyczny. Znany z Europy, Wysp Kanaryjskich, Afryki Północnej, Kaukazu, Zakaukazia, Turcji, Azji Środkowej, Iraku, Iranu, Afganistanu, północno-zachodnich Indii i Syberii. Zawleczony do Ameryki Północnej, gdzie występuje od Nowej Fundlandii po Karolinę Południową, Ontario i Wisconsin.

## Zobacz też

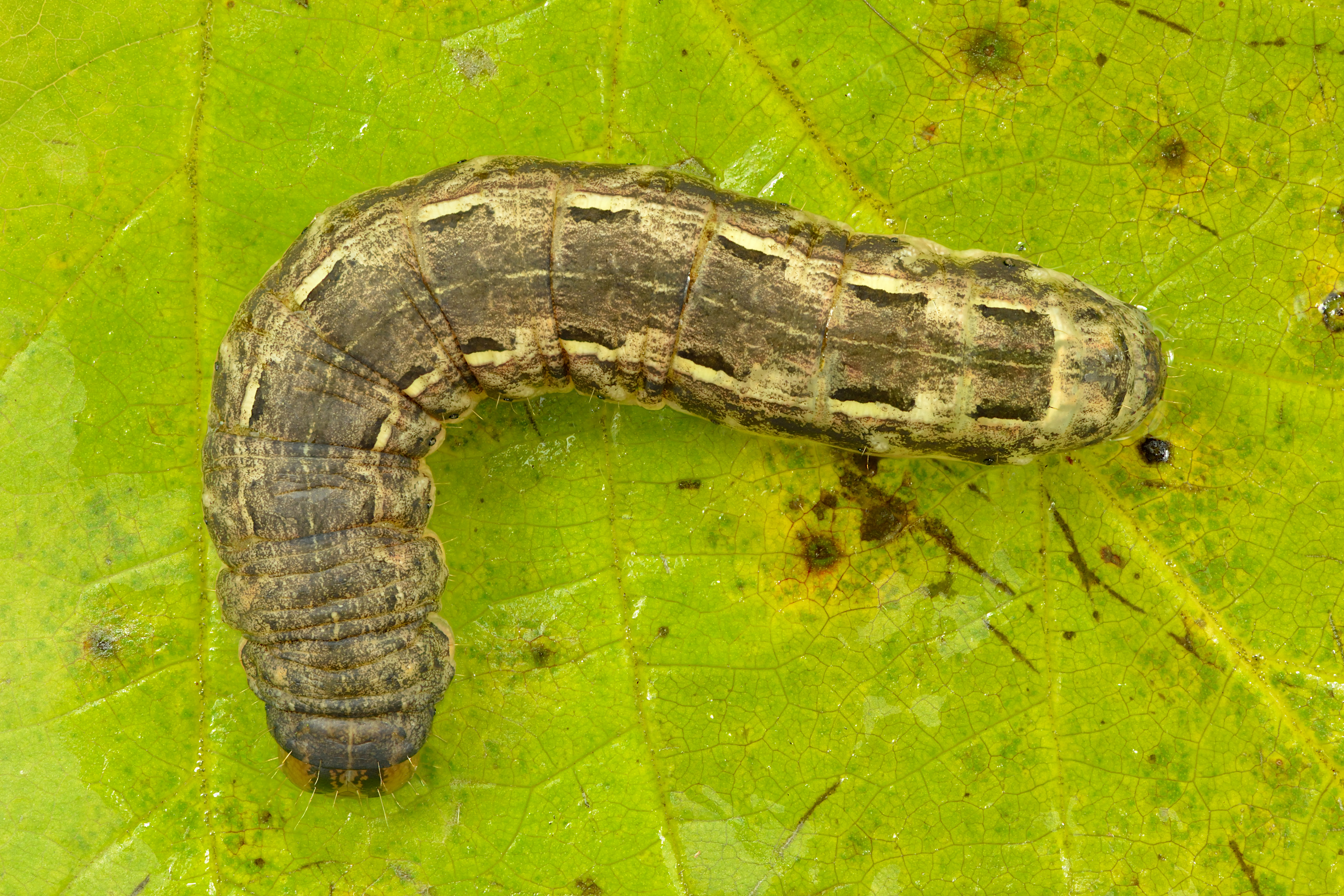
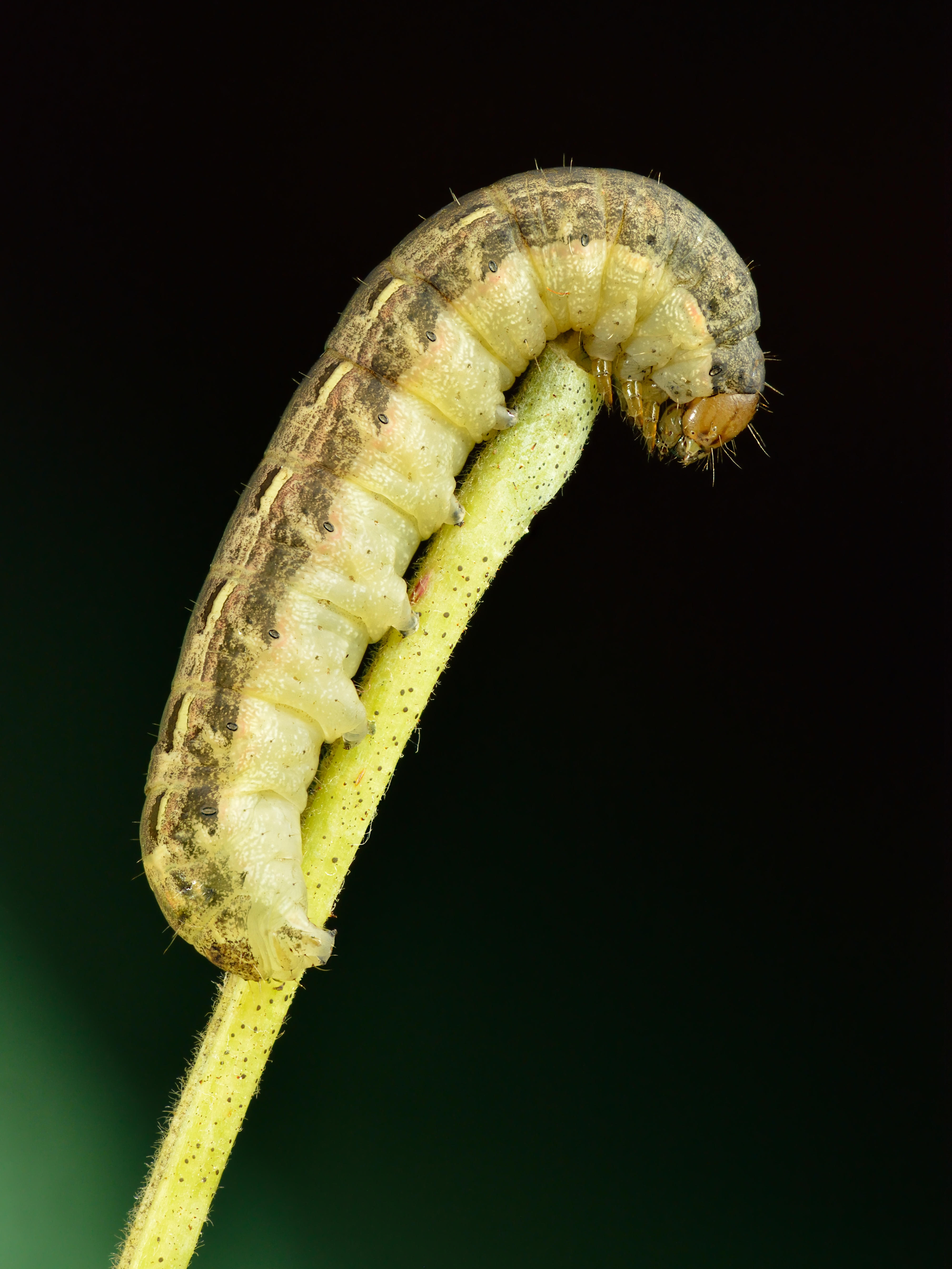